# Асхаб ар-Расс
Асхаб ар-Расс (араб. أصحاب الرس‎ — «люди ар-Расса», «люди колодца») — народ, который упоминается в Коране наряду с адитами и самудянами как пример людей, которых Аллах через своего пророка пытался наставить на путь истинный, но они отказались сделать это и творили на земле нечестие.

## В Коране
По мнению некоторых комментаторов Корана термин ар-Расc — это просто название места, где жили люди. Другие же считали, что это какой-то источник воды (колодец, река). Согласно исламскому преданию асхаб ар-расс были потомками ранее уничтоженных самудян, жили около колодца в Йамаме и страдали от нападений гигантских птиц — анка. Пророк Ханзала ибн Сафван молил Бога спасти людей, и птицы исчезли. Народ Ханзалы не вняли проповедям своего пророка, и даже сбросили его в колодец. В наказание за грехи, совершённые людьми, Аллах их уничтожил. Существуют предположения о том, что «люди колодца» могли жить либо в Йамаме, либо в Азербайджане, либо в Антакье.

Мы истребили и адитов, и самудян, и обитателей ар- Расса, которые обвиняли Наших посланников во лжи, а также погубили многие поколения, которые были между народом Нуха и адитами. Все они были наказаны за нечестие и несправедливость.

Оригинальный текст (ар.)وَعَادًا وَثَمُودَ وَأَصْحَابَ الرَّسِّ وَقُرُونًا بَيْنَ ذَٰلِكَ كَثِيرًا—  25:38 (Аль-Азхар)

И до этих мекканских неверных многие народы не уверовали, отвергнув посланников: и народ Нуха, и обитатели ар-Расса (обладатели колодца), и Самуд, и Ад, и Фараон, и народ Лута, и жители аль-Айки, и народ Тубба – все они отвергли своих посланников, поэтому они заслужили гибель, которую Я им обещал.

Оригинальный текст (ар.)كَذَّبَتْ قَبْلَهُمْ قَوْمُ نُوحٍ وَأَصْحَابُ الرَّسِّ وَثَمُودُ وَعَادٌ وَفِرْعَوْنُ وَإِخْوَانُ لُوطٍ وَأَصْحَابُ الْأَيْكَةِ وَقَوْمُ تُبَّعٍ ۚ كُلٌّ كَذَّبَ الرُّسُلَ فَحَقَّ وَعِيدِ—  50:12—14 (Аль-Азхар)

## Комментарии
1. ↑  Ар-Расс – богатая долина, жители которой поклонялись идолам. Аллах послал к ним Своего посланника Шуайба – мир ему!